# حصن آل كوير (القطن)
'

تعديل مصدري - تعديل

حصن ال كوير هي إحدى قرى عزلة القطن بمديرية القطن التابعة لمحافظة حضرموت، بلغ تعداد سكانها 107 نسمة حسب تعداد اليمن لعام 2004.